# Haider Ali van Mysore

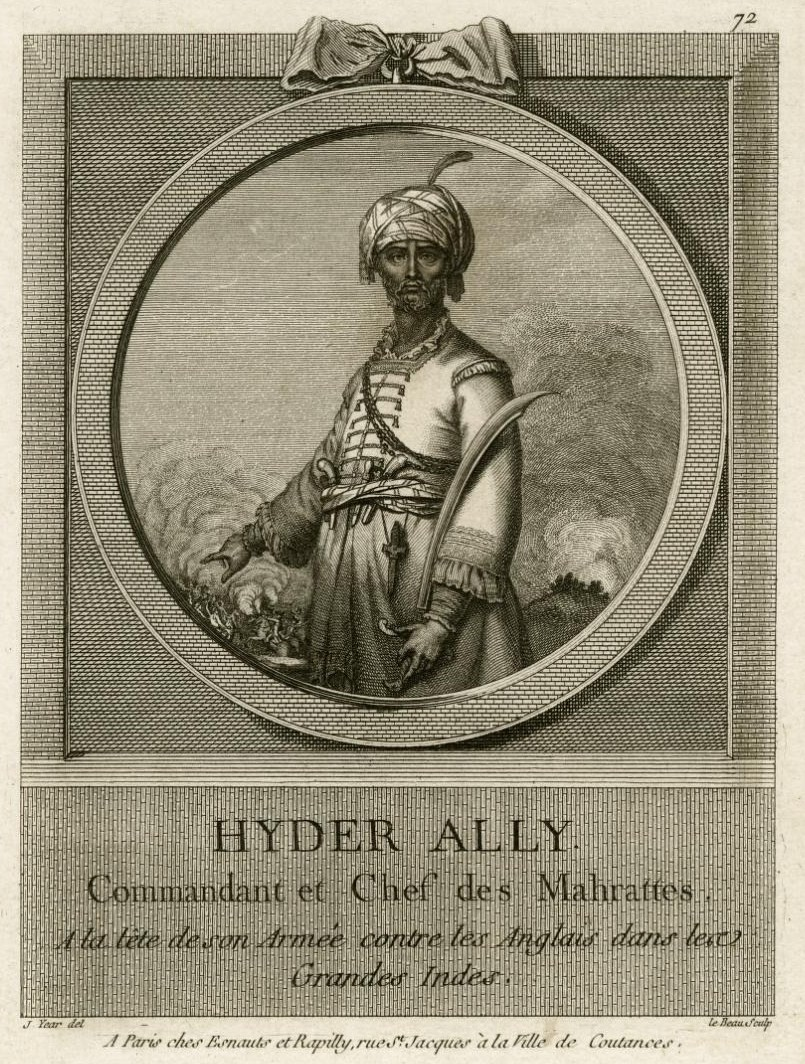
Haider Ali, ets door de Franse illustrator Pierre Adrien Le Beau, 1762.

Haider Ali Khan (1722 – Chittoor, 7 december 1782) was de facto heerser en sultan van Mysore tussen 1761 en 1782. Hij breidde de macht van Mysore uit over een groot gebied in het zuiden van India, en hervormde het leger, de economie en het bestuur om naar Europees voorbeeld, zodat een moderne staat ontstond. Dit maakte van Mysore een geduchte tegenstander van de Britse East India Company in haar pogingen het zuiden van India te veroveren. Haider Ali voerde tweemaal succesvol oorlog tegen de Britten. Zijn opvolger en zoon Tipu Sultan zette deze vijandigheden na zijn dood voort.

## Levensloop

### Afkomst en machtsovername
Haider Ali's vader was Fath Muhammad, een huurling die eerst de nawab van Arcot en later als commandant de radja's van Mysore diende. De familie was van Perzische of Afghaanse afkomst en enkele generaties eerder naar de Dekan geëmigreerd. Haider Ali zelf claimde af te stammen van de Qoeraisj, de stam van de profeet Mohammed. In het voetspoor van zijn vader diende Haider Ali vanaf zijn achttiende in het leger van de radja van Mysore. Hij klom geleidelijk op in rang en werd in 1755 tot faujdar (militair bevelhebber) van Dindigul benoemd.
Haider Ali liet zijn troepen trainen door Franse deserteurs. Als militair bevelhebber wist hij in 1758 een aanval van de Maratha's af te slaan. Zijn macht steeg verder en hij veroverde gebieden langs de Malabarkust, waardoor Mysore toegang tot de zee kreeg.
Mysore werd op dat moment geregeerd door de Wadyardynastie, maar de feitelijke macht lag in handen van twee broers, de ministers Nanjaraya en Devaraya. Haider Ali liet de broers in 1761 uit de weg ruimen, zogenaamd om de radja op de troon te herstellen, maar in plaats daarvan riep hij zichzelf uit tot sultan van Mysore.
In 1761, tijdens de Tweede Oorlog om de Carnatic, ontzetten troepen onder Haider Ali kortstondig de Fransen tijdens het beleg van Pondicherry. Hoewel onenigheid met de Franse bevelhebber de Lally hem deed besluiten zich na een maand weer terug te trekken, gaf de oorlog hem de kans de Europese tactieken in de praktijk te zien.

### Hervorming van leger en staat
Haider Ali was niet alleen een getalenteerd militair aanvoerder, ook was hij een intelligent en capabel bestuurder. Hij centraliseerde de belastingwinning door tussenpersonen (zogenaamde "poligars") te ontslaan en lenen op te heffen, zaken waarmee radja Chika Devarayya (1672-1704) eerder ook al had geprobeerd een groter deel van de landopbrengst onder zijn persoonlijke controle te stellen. Haider zette een gedisciplineerd bestuur op dat alleen aan hem persoonlijk verantwoording schuldig was.
Haider Ali had, overigens net als zijn tijdgenoot Madhav Rao, de leider van de Maratha's, door dat de Europeanen langzaam bezig waren India economisch en militair in hun macht te krijgen. Samen waren de twee leiders misschien in staat geweest dit proces te stoppen, maar in plaats daarvan vochten ze een serie onderlinge oorlogen uit. Haider Ali zag in dat de handel de basis voor de Europese macht vormde en probeerde deze strategie te kopiëren. Zo stimuleerde hij handelaren zich binnen zijn gebied te vestigen en waren zijn militaire veroveringen in de Malabar er vooral op gericht de lucratieve handel in peper en andere specerijen in handen te krijgen. Haider overwoog zelfs een oorlogsvloot te laten bouwen, om de Europese controle over de Indische Oceaan te breken.
De aldus gegenereerde stijging in de staatsinkomsten gebruikte Haider onder andere aan de aanschaf van betere wapens en paarden. Omdat Haider op geregelde tijden hoog soldij betaalde, was hij in staat meer en betere troepen aan te trekken, waaronder Franse artillerie en instructeurs. In andere inheemse staten wisten de Europeanen door het verhuur van dergelijke troepen macht over de staat te verkrijgen, aangezien deze troepen in de eerste plaats luisterden naar de bevelen van de koloniale machthebbers. Haider bouwde echter een onafhankelijke strijdmacht, die niet onder invloed van een Europese handelscompagnie stond. Dankzij de toegang tot de Indische Oceaan was Mysore in staat paarden uit het Midden-Oosten te importeren en Haiders snelle lichte cavalerie had de reputatie de beste in India te zijn. In tegenstelling tot andere inheemse Indische staten waren de strijdpaarden staatseigendom, en niet het bezit van de individuele strijders.

### Oorlogen met de Maratha's
De Maratha's verloren in de Derde Slag bij Panipat (1761) een groot deel van hun militaire slagkracht. In hetzelfde jaar overleed peshwa Nana Saheb. De opvolging door de jonge zoon van de peshwa, Madhav Rao, werd betwist door diens broer, Raghunath Rao. Haider Ali profiteerde van de interne verdeeldheid onder de Maratha's door gebieden die onder hun controle stonden in te nemen. In 1763 voegde hij Bednur en Karnool aan zijn territoria toe. Madav Rao kwam tot een vergelijk met zijn oom, maar deze smeedde in het geheim samen met Haider Ali. Toen Haider in 1764 Savanur binnenviel werd hij door de jonge peshwa verslagen en tot vrede gedwongen.
Haider viel in 1766 opnieuw de Malabar binnen en veroverde Calicut voor Mysore. De radja van Chirakkal, die verzet bleef bieden, werd publiekelijk opgehangen. Onder de aanvoerders van Haiders leger bevond zich zijn 15-jarige oudste zoon en latere opvolger Tipu. Madhav Rao reageerde met een nieuwe campagne tegen Mysore in 1767. Hij versloeg Haider Ali in een serie veldslagen. Door de dubbelrol van Ragunath Rao werd de oorlog opnieuw beëindigd voordat Madhav Rao een duidelijke overwinning kon boeken. Wel werd Haider tot herstelbetalingen en teruggave van gebied gedwongen. Haider verzocht tijdens deze fase de Britten tevergeefs om een bondgenootschap tegen de Maratha's.

### Oorlogen met de Britten
De Britten hadden in de oorlogen om de Carnatic, het vlakke zuidoostelijke gebied tussen de Coromandelkust en de Oost-Ghats, dit gebied onder hun controle gekregen. Zij zagen in Haiders Mysore een grotere bedreiging dan in de Maratha's. Vanwege de oorlog met de Maratha's leek Mysore zwak te staan. De Britten haalden de nizam van Haiderabad over samen Mysore aan te vallen, hetgeen het begin vormde van de Eerste Oorlog tussen Mysore en de Britten. Begin 1767 trok het leger van Haiderabad op naar Bangalore. De nizam, die redenen had de Britten te wantrouwen, kwam echter tot een vergelijk met Haider Ali. De twee partijen keerden zich nu samen tegen de Britten en vielen de Carnatic binnen.
Aanvankelijk was Haider de Britten op alle fronten de baas. De troepen van Mysore kwamen tweemaal tot in de villawijken rondom Madras, de belangrijkste Britse kolonie in het gebied. De Britten brachten Haiders troepen tot staan na een overwinning bij Tiruvannamalai. Haider was door de moessonregens gedwongen zich terug te trekken maar herhaalde zijn invasie in 1768. De partijen kwamen tot een vredesverdrag waarin een defensief bondgenootschap werd gesloten. Het was voor het eerst sinds Childs oorlog (1686-1690) dat een inheemse vorst de Britten in een verdrag voorwaarden opdrong.

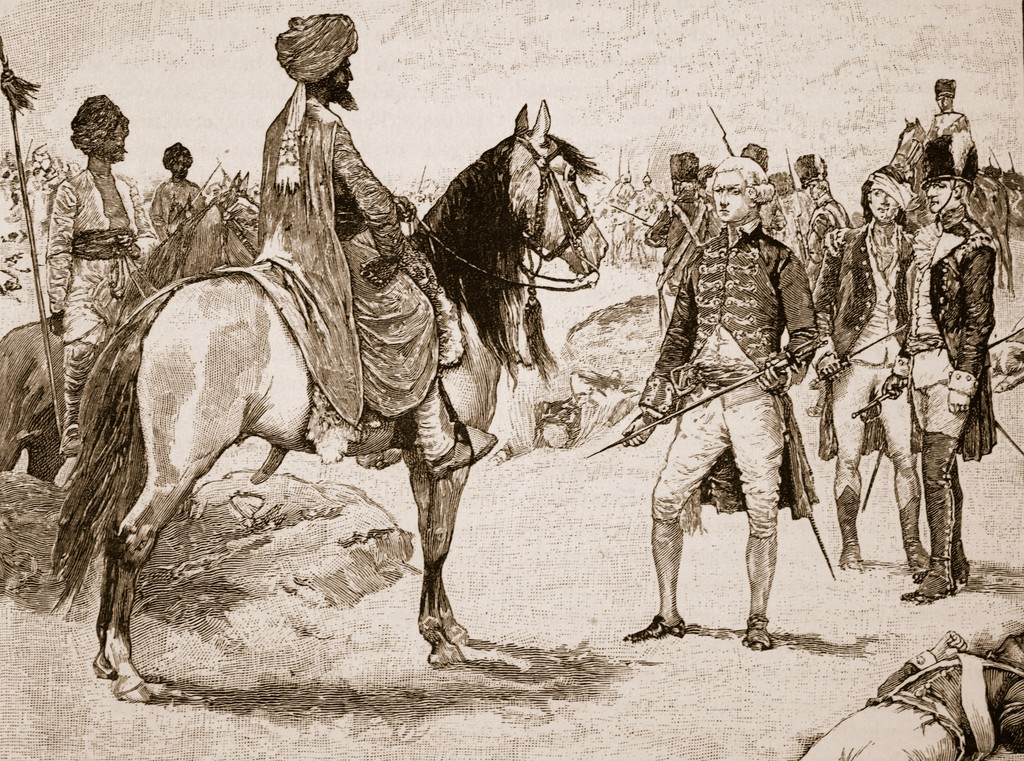
De Britse kolonel William Baillie geeft zich na de slag bij Polilur over aan Haider Ali. Tekening uit Cassell's Illustrated History of England (1890).

In 1770 vielen de Maratha's onder Madhav Rao opnieuw Mysore binnen, maar de toegezegde Britse steun bleef uit. Haider Ali werd na een serie nederlagen belegerd in Srirangapatna. De Maratha's trokken zich echter terug toen Madhav Rao in 1772 overleed aan tuberculose. Haider hield een grote persoonlijke afkeer van de Britten over aan het uitblijven van de beloofde steun. Hij begon te zinnen op wraak. Toen de Britten in 1775 zelf in oorlog met de Maratha's raakten leek het juiste moment aan te breken.
In de tussentijd had Haider meer Franse troepen en wapens ontvangen, als onderdeel van de oplopende Frans-Britse spanningen na het uitbreken van de Amerikaanse Onafhankelijkheidsoorlog. Als aanleiding voor de Tweede Oorlog tussen Mysore en de Britten (1780-1784) nam Haider de Britse inname van de Franse kolonie Mahé. Met meer troepen dan ooit tevoren tot zijn beschikking viel Haider opnieuw de Carnatic binnen. Zijn zoon Tipu bracht de Britten een verpletterende nederlaag toe in de slag bij Pollilur (10 september 1780), maar in het opvolgende jaar zond de Britse gouverneur-generaal Warren Hastings versterkingen onder Eyre Coote naar Madras. In de slag bij Porto Novo (1 juni 1781) werd Haider tot staan gebracht. Om alle aandacht op Mysore te kunnen richten sloot Hastings een vredesverdrag met de Maratha's waarin eerder veroverde gebieden werden teruggegeven. Desondanks ontwikkelde de oorlog zich hooguit in een patstelling.
In 1782 ging Haider Ali's gezondheid achteruit als gevolg van kanker. Hij weet zijn onvermogen de Britten een definitieve slag toe te kunnen brengen aan het uitblijven van voldoende Franse zeesteun. De Franse admiraal Suffren lukte het niet de Britten op zee te verslaan, en dit lijkt Haider Ali zijn kans te hebben gekost om de Britten uit India te verdrijven. In december 1782 overleed Haider Ali in zijn legerkamp. De dood werd enkele dagen geheim gehouden om Tipu Sultan de tijd te geven te arriveren en orde op zaken te stellen. Pas nadat de Britse afgezanten de nieuwe sultan in 1784 om vrede smeekten kwam het tot een verdrag dat een einde aan de oorlog maakte.